# Lisbutac (Stadtteil)
Lisbutac (Lisbutak, Lesibutak) ist ein Stadtteil der osttimoresischen Landeshauptstadt Dili im Suco Manleuana (Verwaltungsamt Dom Aleixo, Gemeinde Dili).

## Geographie
Der Stadtteil Lisbutac liegt im Nordwesten des Sucos Manleuana und entspricht in etwa den Aldeias Lisbutac und Mundo Perdido. Nördlich liegt der Stadtteil Badiac und östlich, auf der anderen Seite eines Hügels der Stadtteil Manleu-Ana. Im Westen liegt das Flussbett des Rio Comoro, der aber nur in der Regenzeit Wasser führt. Am anderen Flussufer liegt der Ort Beduku (Suco Tibar, Gemeinde Liquiçá).
Lisbutac liegt in einer Meereshöhe von 79 m und damit um 100 m niedriger als die Aldeia Manleu-Ana, einen Kilometer weiter östlich im Suco. Die Besiedlung beschränkt sich weitgehend auf den Westen zum Rio Comoro hin, während das höher gelegene Gebiet im Osten nahezu unbesiedelt ist.

## Einrichtungen
Im Norden liegt an der Rua do Fomento die Kapelle von Lisbutac.